# Ivan Bisson
Pour les articles homonymes, voir Bisson.
Ivan Bisson, né le 21 avril 1946, à Macerata, en Italie, est un ancien joueur et dirigeant italien de basket-ball.

## Palmarès
- 3e du championnat d'Europe 1971, 1975
- Coupe d'Europe des clubs champions 1972, 1973, 1975, 1976
- Coupe intercontinentale 1970, 1973
- Champion d'Italie 1971, 1973, 1974, 1977, 1978
- Coupe d'Italie 1971, 1973